# Cave Junction
Cave Junction és una població dels Estats Units a l'estat d'Oregon. Segons el cens del 2000 tenia 1.363 habitants.

## Demografia
Segons el cens del 2000, Cave Junction tenia 1.363 habitants, 603 habitatges, i 356 famílies. La densitat de població era de 320,9 habitants per km².
Dels 603 habitatges en un 28,7% hi vivien nens de menys de 18 anys, en un 39,8% hi vivien parelles casades, en un 14,3% dones solteres, i en un 40,8% no eren unitats familiars. En el 33,7% dels habitatges hi vivien persones soles el 20,6% de les quals corresponia a persones de 65 anys o més que vivien soles. El nombre mitjà de persones vivint en cada habitatge era de 2,26 i el nombre mitjà de persones que vivien en cada família era de 2,87.
Per edats la població es repartia de la següent manera: un 26,8% tenia menys de 18 anys, un 7,7% entre 18 i 24, un 21,9% entre 25 i 44, un 21,9% de 45 a 60 i un 21,8% 65 anys o més.
L'edat mediana era de 40 anys. Per cada 100 dones de 18 o més anys hi havia 79,8 homes.
Entorn del 23,6% de les famílies i el 28,7% de la població estaven per davall del llindar de pobresa.

## Poblacions properes
El següent diagrama mostra les poblacions més properes.